# Teuchopora edwardsi
Teuchopora edwardsi is een mosdiertjessoort uit de familie van de Teuchoporidae. De wetenschappelijke naam van de soort is voor het eerst geldig gepubliceerd in 1882 door Jullien.